# Ergavia illineata
Ergavia illineata là một loài bướm đêm trong họ Geometridae.